# Praktbryum
Praktbryum (Bryum elegans) är en bladmossart som beskrevs av Nees in Bridel 1827. Praktbryum ingår i släktet bryummossor, och familjen Bryaceae. Inga underarter finns listade i Catalogue of Life.